# Терюханово (Ярославская область)
Терюха́ново (на некоторых картах Тюрюханово) — деревня Ломовского сельского округа в Октябрьском сельском поселении Рыбинского района Ярославской области.
Деревня расположена в середине поля сельскохозяйственных угодий в окружении лесов в верховьях реки Малая Эдома, на расстоянии около 1 км к северо-западу от её истока. Непосредственно у истока стоит деревня Войново, с которой Терюханово связано просёлочной дорогой. Другой просёлочной дорогой, уходящей на юго-запад, деревня через урочище Папучиха связано с деревней Пиняги.
Деревня Терюханова указана на плане Генерального межевания Борисоглебского уезда 1792 года. По сведениям 1859 года деревня Терюханово относилась к Романово-Борисоглебскому уезду.
На 1 января 2007 года в деревне не числилось постоянных жителей. Уже на карте составленной, по данным 1989 года она обозначена как нежилая. Почтовое отделение посёлка Лом обслуживает в деревне 1 дом.